# Heroldsberg
Heroldsberg település Németországban, azon belül Bajorországban. Lakosainak száma 8488 fő (2023. december 31.). Heroldsberg Eckental és Kalchreuth községekkel határos.

## Népesség
A település népessége az elmúlt években az alábbi módon változott:
| Lakosok száma | 1004 | 3813 | 5760 | 6345 | 8306 | 8399 | 8469 | 8470 | 8485 | 8488 |
|               | 1875 | 1950 | 1975 | 1987 | 2012 | 2014 | 2016 | 2017 | 2021 | 2023 |